# 九州産業交通ホールディングス
九州産業交通ホールディングス株式会社（きゅうしゅうさんぎょうこうつうホールディングス、英: KYUSHU INDUSTRIAL TRANSPORTATION HOLDINGS CO.,LTD. ）は、熊本県にあるバス事業を中心とした企業を傘下に持つ持株会社である。

## 概要
2006年（平成18年）4月1日に、熊本県最大のバス事業者である九州産業交通株式会社が持株会社へ移行し、今まで同社が直轄して路線バス・高速バス等を行ってきた事業を「九州産交バス株式会社」に、旅行業・全日空熊本地区総代理店などの事業を「九州産交ツーリズム株式会社」、熊本桜町バスターミナル等を運営する事業を「九州産交ランドマーク株式会社」に、それぞれ会社分割（新設分割）にて承継した。
当初はエイチ・エス証券株式会社（現・澤田ホールディングス株式会社）の子会社である株式会社エイチ・エスインベストメントを無限責任組合員とするHIS-HS九州産交投資事業有限責任組合が過半数の議決権を有する筆頭株主であったが、2008年に同有限責任組合が解散したことなどから、澤田ホールディングスとエイチ・アイ・エス（HIS）が主要株主となった。
2012年（平成24年）にHISが株式公開買付けを行って過半数の議決権を取得し、HISの連結子会社となった。
路線バス・高速バス運行のほか、熊本市桜町地区の再開発、インターネット通販、物販・飲食店、農業、ホテルなど50近い事業を運営している。

## 沿革
- 1942年（昭和17年）8月17日 - 九州産業交通株式会社設立。戦時体制に伴い、熊本県下のバス・トラック業者106社を統合したもの。
- 1950年（昭和25年）2月11日 - 高瀬町と熊本市を結ぶ路線バスが松尾村内の養殖池に転落。乗員・乗客22人が死亡、重傷10人[4]。
- 1951年（昭和26年）10月 - タクシー事業を開始。
- 1958年（昭和33年）4月 - 阿蘇山上でロープウェイ事業を開始。
- 1964年（昭和39年）
  - 2月 - 貸切専業の大阿蘇観光バス株式会社を設立。
  - 10月 - 九州横断バスを運行する九州国際観光バス株式会社を設立。
- 1969年（昭和44年）3月5日 - 株式会社熊本交通センター（熊本県内バス事業者等との共同出資・1964年4月設立）が営業開始。
- 1978年（昭和53年）9月18日 - 貨物運輸事業を九州産交運輸株式会社として分離。
- 1979年（昭和54年）10月 - 熊本市本山でホームセンター事業を開始。
- 1982年（昭和57年）7月 - 阿蘇・草千里に阿蘇火山博物館を開設。
- 1984年（昭和59年）9月 - 九州産交観光株式会社（1986年（昭和61年）10月に産交観光バス株式会社に改称）を設立。バス事業の一部を承継。
- 1986年（昭和61年）
  - 6月3日 - 株式会社ホームセンターサンコーを設立。同年10月にホームセンター事業を承継。
  - 10月 - 九州産交観光株式会社（1984年（昭和59年）9月設立の会社とは別）を設立。貸切バス事業を承継。
- 1991年（平成3年）
  - 4月 - 熊北産交株式会社・熊南産交株式会社・天草産交株式会社の3社を設立しバス路線の一部を移管。
  - 12月12日 - 熊本～島原間のフェリー等を運航する熊本フェリー株式会社を設立（江崎汽船株式会社との共同出資）。
- 2000年（平成12年）
  - 3月1日 - 株式会社熊本交通センターを吸収合併。
  - 4月 - ホームセンターサンコーの全株式をイエローハットに売却。
- 2003年（平成15年）
  - 8月27日 - 九州産業交通ほかグループ12社とみずほ銀行が連名で、産業再生機構に支援を申請。
  - 8月28日 - 産業再生機構が支援を決定。
- 2004年（平成16年）
  - 2月 - 九州産交運輸が100%減資を行い、九州産交グループから離れる（→オリックス系列のフットワークエクスプレス傘下に）。
  - 3月 - 天草国際ホテルと天草ドルフィンワールドを地元企業の天草石油に譲渡。
- 2005年（平成17年）
  - 4月 - グループ内の乗合バス事業会社4社を産交バスに、貸切バス事業会社2社を九州産交観光に合併・統合。
  - 7月25日 - 産業再生機構が所有する九州産業交通の株式を、HIS-HS九州産交投資事業有限責任組合に譲渡する。
- 2006年（平成18年）4月1日 - 九州産業交通が「九州産業交通ホールディングス株式会社」に商号変更して持株会社へ移行すると同時に、同社を分割して「九州産交バス株式会社」・「九州産交ツーリズム株式会社」・「九州産交ランドマーク株式会社」を設立。
- 2012年（平成24年）7月19日 - エイチ・アイ・エス（HIS）の連結子会社となる[5]。
- 2015年（平成27年）3月1日 - 新たに子会社「九州産交リテール株式会社」を設立し、これまで九州産交ランドマークがおこなっていた一部業務（レストラン・売店事業）を同社へ分離・継承。
- 2017年（平成29年）
  - 4月27日 - グループ内の様々な経営資源を活用しながら地元物産品流通網構築・販売他各種研修セミナー・経営コンサルティング等を企画・立案する事業として新たに子会社「株式会社KASSE JAPAN（カッセジャパン）」を設立。
  - 5月1日 - 桜町再開発による新施設が2019年夏に完成するのを前に、関連施設ビル管理・建築監理・電気工事・電力販売代理業務等を営む事業として新たに子会社「九州BMサービス株式会社」を設立。
  - 7月28日 - 新たに子会社「九州産交プランニング株式会社」を設立し、これまで九州産交ランドマークがおこなっていた一部業務（広告代理店事業）を同社へ継承。これにより九州産交ランドマークは不動産管理を中心としたプロバティ・ビル・タウンマネジメント企業として特化。
- 2018年（平成30年）
  - 4月1日 - 球磨焼酎などの熊本県産酒を中心に酒類・飲料品等の販売を手掛ける「肥後リカー株式会社」の経営権を当社が買収。九州産交リテールの子会社として設立。
  - 5月1日 - いきなり団子などの和菓子を中心に製造・販売を手掛ける「株式会社華まる堂」の経営権を当社が買収。九州産交リテールの子会社として設立。
  - 12月3日 - クレジットカードなどのキャッシュレス決済事業を行う子会社「九州産交カード株式会社」を設立。
- 2019年（平成31年・令和元年）
  - 2月1日 - 熊本県内全域と島原半島全域における相互の観光回遊人口の増進を目的として、島原鉄道と包括的業務提携契約を締結[6][7]。
  - 9月14日 - 熊本市中央区桜町の旧熊本交通センター跡地に再開発総合事業拠点として当社ならびに当社と九州産交ランドマークとが共同出資して設立された熊本桜町再開発株式会社が中心となって整備を計画し建設を進めていたバスターミナル（熊本桜町バスターミナル）・商業施設・シネマコンプレックス・シティホテル・タワーマンション・多目的ホール（熊本城ホール）などを兼ね備えた新型複合施設「SAKURA MACHI Kumamoto」が開業[8][9]。この開業を記念し、この日限定において熊本県内の九州産交グループのバスをはじめ熊本電鉄バス・熊本バス・熊本都市バスが運行する全てのバスならびに熊本市交通局・熊本電鉄が運行する全ての電車が終日無料となる社会実験を実施（空港リムジンバスと県外都市間バスならびにJRや上記以外の事業者が運行する路線は対象外）[10][11]。
- 2024年（令和6年）4月1日 - 九州産交カードを九州産交ランドマークに吸収合併。

## 関連会社
連結子会社
- 九州産交バス
- 産交バス
- 九州産交オートサービス（旧社名：九州産交整備）
  - 谷口自動車
- 熊本フェリー
- 九州産交ツーリズム
- 九州産交ランドマーク
- 九州産交リテール
- KASSE JAPAN
- 九州BMサービス
- 九州産交プランニング

過去の関連会社
- 九州国際観光バス（1999年（平成11年）12月をもって会社清算し廃業）
※担当していた路線は九州産交本体（現在の九州産交バス）が継承し現在も運行中
- 九州産交運輸（トールエクスプレスジャパン傘下を経て2014年以降、鴻池運輸の子会社に）
- ホームセンターサンコー（2000年にイエローハットへ譲渡、さらに2008年にダイキ(現・DCM)へ譲渡）
- 天草観光開発（下記の2事業を天草石油に譲渡し清算）
  - 天草国際ホテル
  - 天草ドルフィンワールド（2010年12月閉館）
- 阿蘇観光ホテル（2000年2月に廃業）
- 産交タクシー（ミハナタクシー傘下を経て、2021年4月1日に県内タクシー事業者10社が対等合併し現在は「TaKuRoo（タクルー）」となっている[12][13][14]）
- 産交ポニータクシー（肥後交通傘下を経て、2021年4月1日に上記の産交タクシーを含む県内タクシー事業者10社が対等合併し「TaKuRoo（タクルー）」へ）
- 産交エージェンシー（事業を熊本交通運輸の子会社に譲渡し清算）
- 阿蘇火山博物館（阿蘇製薬に譲渡）
- グアム産交（グアムのバス子会社）
- サイパン産交（サイパン島のバス子会社）
- 熊本石油（産業再生機構入りならびに旧経営陣退陣と共にグループを離脱）
- 東ヶ丘トロン保健センター（かつて菊池郡菊陽町に存在した温泉施設。2000年頃閉鎖後解体されている）
※ 熊本交通センターから同センター行きの直行バスの他、1993年までは大分行き（やまびこ号）も停車していた。
- サンライズシステム（金融子会社）
- 九州産交観光（2015年10月1日付で九州産交バスに経営統合）
- 阿蘇山ロープウェー（2016年4月の熊本地震と以降の度重なる中岳第1火口の噴火の影響によって営業を休止。2018年10月に同名の運営会社が再開を断念し、駅舎とゴンドラは一旦撤去されたが、2019年5月、九州産交ツーリズムによる架け替えが決まり、2020年度の再開を目指し工事に着手した[15]が、火山活動の長期化による工事の遅れや建設予定地の地盤の問題など予算増大・期間延長することが見込まれることによる経営的影響を考慮した結果、2019年12月24日に建設中止と共にバス輸送を中心とした代替サービスについて検討することを発表[16]）
- 九州産交カード（2024年4月1日付で九州産交ランドマークに吸収合併）

## テレビ番組
- 日経スペシャル ガイアの夜明け 過去の栄光を捨てろ! 〜企業再生のサムライたち〜（2004年5月11日、テレビ東京）[17]。